# Pugionium
Pugionium é um género botânico pertencente à família Brassicaceae.